# Julijevsko-Klaudijevska dinastija
Julijevsko-klaudijevska dinastija je vladala Rimskim Carstvom od 49. god. pr. Kr. do 68. godine nove ere kada je car Neron izvršio samoubojstvo nakon što ga je Senat proglasio državnim neprijateljem (opozvao mu mandat). Tijekom tih malo više od 100 godina ova dinastija je pala s prvobitnog sjaja tijekom vladavine cara Augusta u bratoubilačke zavjere koje su dovele do njenog istrebljenja. 

## August
Njegova je vladavina bila obilježena vječitom brigom o novoj generaciji koja će nakon njega preuzeti vladavinu Carstvom. Iako je tijekom njegove vladavine bilo bezbroj tragičnih smrti od Germanik (sin Druza), Klaudije (sin Druza), Julije Cezar Druz (sin Tiberija), šest maloljetnih prinčeva Nero Cezar, Druz Cezar, Kaligula (sinovi Germanika), Neron Klaudije Druz (sin Klaudija)  Marko Emilije Lepid i Marko Junije Silan Torquatus (potomci Augusta po ženskoj liniji) i veliki broj princeza. Bez obzira na rimske teorije zavjere August je najvjerojatnije preminuo prirodnom smrću u 77. godini života.

## Tiberije
Tijekom vladavine ovog cara Julijevsko-klaudijevska dinastija je krenula nepovratnim putem u izumiranje. Tijekom prvobitnog razdoblja dinastičke sloge preminut će najvjerojatnije prirodnim putem popularni prijestolonasljednik Germanik i Klaudije Druz nesretnim slučajem (ugušio se hvatajući ustima bačenu jabuku). Doba unutar dinastičkih nasilnih smrti počinje trovanjem careva sina Julije Cezar Druza i pokušajem Sejana da preuzme vlast u Rimu. Tijekom tog razdoblja bit će pogubljeni prinčevi Nero Cezar i Druz Cezar što će ostaviti trajne mračne posljedice na ovu dinastiju pošto će carevi u rođacima od tada vidjeti potencijalne pučiste. U trenutku smrti Tiberija Carstvo ima 8 punoljetnih prinčeva: Tiberije Gemel, Kaligula, Klaudije,  Marko Junije Silan Torquatus,  Decimus Junius Silan Torquatus, Lucije Junije Silan Torquatus, Marko Emilije Lepid i Rubelije Plaut iako su se posljednjih 5 smatrali drugorazrednim. Kako niti jedan od troje prinčeva glavne dinastije nema potomaka postaje svim očita dinastička kriza koja se javlja na obzoru. Iako rimski povjesničari u svojim teorijama zavjere navode da je Tiberije ubijen to se danas više ne smatra istinitim zbog njegovih visokih godina i bolesti koju su ti isti povjesničari naveli.

## Kaligula
Odrastavši na Tiberijevom dvoru s dvojicom braće koji su mu bili pogubljeni ovaj car je vječito vladao u strahu od potencijalnih prijetnji unutar julijevsko-klaudijevske dinastije. Zbog sukoba sa Senatom te prijetnje su postale veoma ozbiljne što dovodi do pogubljenja više prinčeva. Među žrtvama kratke Kaliguline vladavine bili su prinčevi Tiberije Gemel i Marko Emilije Lepid koji su pogubljeni. Početkom 41. godine kada nasilno završava njegova vladavina od punoljetnih prinčeva višeg reda živ je samo Klaudije. Od "drugorazrednih" punoljetnih prinčeva tu su pripadnici Torquatuovog ogranka Marko Junije, Decim Junije i Lucije Junije. Među maloljetnim prinčevima ovog doba imamo samo Rubel Plauta i Luciusa Domitiusa Ahenobarbusa (Neron).

## Klaudije
U trenutku stupanja Klaudija na prijestolje više nije bilo punoljetnih prinčeva koji su bi mogli preuzeti vlast. Posljedica toga je činjenica da tijekom njegovih 13 godina vladavine jedina značajnija smrt je bila pogubljenje njegove nećakinje Julije Livile i princeze Emelie Lepide, dok je Lucije Julian počinio samoubojstvo nakon propasti zaruka s carevom kćerkom. Prije svoje smrti on je posinio Lucija Domiciusa Ahenobarba (Nerona) pretvarajući ga tako u svog nasljenika. Osim Britanika, (sin Klaudija), Carstvo je imalo kao potencijalne nasljednike prinčeve drugog reda u liku dinastije Torquatus (Decim Junije, Marko Junije ) i Rubel Plauta. Klaudije umire najvjerojatnije otrovan od svoje supruge pošto da je živio još 6 mjeseci ne bi bio naslijeđen od Nerona (koji je sin iz prvog braka njegove supruge) nego od svog sina koji bi tada bio punoljetan.

## Neron
Kada je postao car Neron je imao samo jednoga pravog potencijalnog nasljednika u liku Britanika. Njegovom nasilnom smrću jedan dan prije punoljetstva Neron je postao posljednji direktni nasljednik Julijevsko-Klaudijevske dinastije. Ipak niti ta činjenica nije smirila Nerona koji iste 54. godine pogubljuje svog rođaka Marka Junija. Nakon toga Neron se osjećao sigurnim 8 godina tijekom čega sva pogubljenja rodbine prestaju. Do promjene dolazi 62. godine kada u želji da se rastavi od žene princeze Oktavije izaziva bijes naroda što vraća osjećaj nesigurnosti caru koji tada počinje likvidirati sve članove svoje dinastije. Između te i 66. godine on će pogubiti Decima Junija, Lucija Junija mlađeg, popularnog Rubela Plauta (62.) i svu njegove djecu 66. godine. Tim zločinima Neron je postao jedini živi član Julijevsko-Klaudijevske dinastije smatrajući sebe tako nedodirljivim što se na kraju pokazalo pogrešnim. Nakon što je bio proglašen neprijateljem rimske države Neron je počinio samoubojstvo.

## Rimski povjesničari
Za izumreće ove dinastije povjesničari koji su živjeli u prvom stoljeću optužuju prije svih tamošnje princeze koje su bile opasnije od careva. Augustovu ženu Liviju su bez jasnih dokaza optuživali za ubojstva vlastitog sina Druza, vlastitog unuka Germanika, Augustovih nasljednika Gaja i Lucija Cezara kao i samog Augusta. Dok se te optužbe nikako ne mogu potvrditi one protiv Livile (žene Julija Cezara Druza Tiberijeva nasljednika) za ubojstvo supruga su bile potvrđene sudskim postupkom. Također se smatra da je zajedno s ljubavnikom Sejanom "uredila" zatvaranje i pogubljenje carskih prestolonasljednika Nero Cezara i Druz Cezara stvarajući lažne dokaze njihove navodne izdaje. Posljednja od tih crnih "žena" ove dinastije je bila majka cara Nerona Agripina Mlađa. Nju se optužuje za ubojstvo Klaudija, njegovog sina Britanika (indicije potvrđu ova dva ubojstva) i za sve druge prinčevske smrti između 53. i 59. godine.

## Napomena
Prinčevi višeg reda Julijevsko-Klaudijevske dinastije su bili direktni muški potomci Druza starijeg ili Tiberija. U slučaju ako su prinčevi bili potomci po ženskoj liniji Augusta ili bilo kojeg drugog cara oni su bili prinčevi drugog reda koji mogu preuzeti vlast samo putem usvajanja (Neron) ili nakon izumreća direktnih muških potomaka.